# Alexis Texas
Alexis Texas (Panamà, 25 de maig de 1985) és una actriu pornogràfica estatunidenca. Va debutar en la indústria pornogràfica el 2006 amb 21 anys. Actualment és una de les actrius porno més reconegudes.

## Biografia
Alexis Texas va néixer en una base militar de Panamà, però va créixer a l'àrea de Sant Antonio, a Texas.
Va treballar com a cambrera en el bar Dillinger's, a la ciutat universitària de Sant Marcos, Texas, amb el motiu d'estalviar diners per pagar comptes i els seus estudis. En aquest lloc la productora pornogràfica "Shane's World", es trobava rodant escenes per a la sèrie College Amateur Tour, per la qual cosa Texas va decidir participar en la filmació.

## Curiositats
Alexis va tenir una aparició en el vídeo musical de "Bandz a Make Her Dance" del raper Juicy J. Alexis va estar casada amb el també actor porno, Mr. Pete entre 2008 i 2013.

## Premis

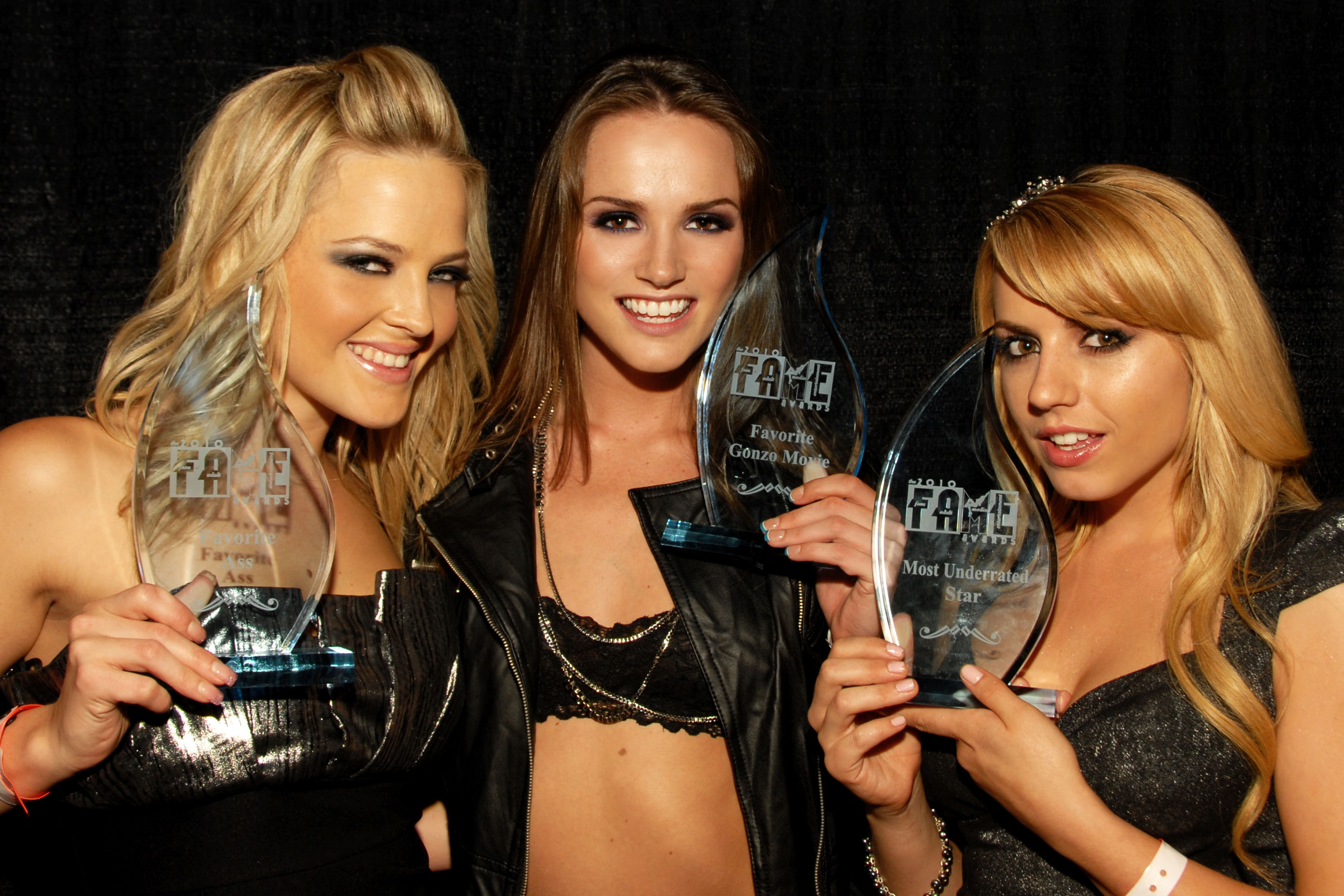
Alexis Texas amb Tori Black i Lexi Belle en els FAME Awards 2010.

- 2008 – Premi Night Moves Adult Entertainment – Millor actriu revelació (elecció dels fanes).[4]
- 2008 – Premi Empire – Millor DVD orgiástico – Alexis Texas is Buttwoman.[5]
- 2009 – Premi AVN – Millor escena lèsbica – Alexis Texas is Buttwoman.[6]
- 2009 – Premi CAVR – Actriu de l'any.[7]
- 2009 – Premi XRCO – Millor pel·lícula gonzo – Alexis Texas is Buttwoman.[8]
- 2010 – Premi AVN – Best All-Girl Group Sex Scene – Deviance[9]
- 2010 – Premio F.A.M.I. – Favorite Ass[10]
- 2010 – Premio F.A.M.I. – Hottest Bodi[10]
- 2011 – Premi AVN – Best All-Girl Three-Way Sex Scene – Buttwoman vs. Slutwoman[11]
- 2011 – Premi AVN – Best Group Sex Scene – Buttwoman vs. Slutwoman[11]
- 2011 – Premi AVN – Best Tease Performance – Car Wash Girls
- 2011 – NightMoves Award – Best Female Performer (elecció dels fanes)[12]
- 2012 – NightMoves Award – Best Ass (elecció dels fanes)[13]
- 2013 – XBIZ Award – Performer Site of the Year – Alexistexas.com[14]
- 2014 – AVN Award – Hottest Ass (elecció dels fanes)[15]
- 2014 – Fanny Award – Most Heroic Ass (Best Anal)[16]